# Calixto Ortega Sánchez
Calixto José Ortega Sánchez (Maracaibo,  23 de septiembre de 1983) es un ingeniero industrial venezolano. Fue presidente del Banco Central de Venezuela hasta el 11 de abril de 2025.

## Educación
Calixto José Ortega Sánchez fue presidente del Banco Central de Venezuela (BCV) desde el 19 de julio de 2018 hasta el 11 de abril de 2025. Egresó de la Universidad del Zulia con el título de ingeniero industrial. Además, realizó maestrías en Finanzas (MBA) de la Universidad de Rice, y en Manejo de Política Económica, de la Universidad de Columbia. Entre sus logros académicos destacan ingresar al Cuadro de Honor de la Universidad del Zulia (2003), y más de treinta diplomas de honor por recibir las más altas calificaciones.
Se ha desempeñado en los siguientes cargos: «vicepresidente de Finanzas de la empresa CITGO, asesor en Petróleos de Venezuela S.A. PDVSA, cónsul general de Venezuela en Nueva York; cónsul general de Venezuela en Houston; delegado de Venezuela ante la Comisión de Administración y Presupuesto, Misión Permanente de Venezuela ante las Naciones Unidas».

## Trayectoria
En 2009 fue uno de los miembros del cuerpo diplomático venezolano que recibió la calificación de persona non grata mientras estaba como cónsul en Houston como respuesta a una medida similar aprobada durante el gobierno de Hugo Chávez contra funcionarios estadounidenses en Venezuela. Desde 2014 fue cónsul de Venezuela tanto en Houston como en Nueva York y luego ejerció como asesor principal de Petróleos de Venezuela (PDVSA).
El noviembre de 2017, ocho días antes de la detención del presidente y otros cinco directivos de la filial, José Ángel Pereira Ruimwyk, fue designado como vicepresidente de administración y finanzas de Citgo habiendo ingresado a la empresa solo hace un par de meses. Según una investigación realizada por la periodista Maibort Petit, en la designación se violaron los requisitos exigidos por el gobierno de Estados Unidos a las empresas para la aprobación de las visas L1, relativas a la transferencias de ejecutivos de trasnacionales. En mayo de 2018, Estados Unidos rechazó el reingreso de Calixto Ortega a su territorio, alegando irregularidades en su visado L1, tras haber viajado a Venezuela para participar en las elecciones presidenciales de 2018, causando que dejara la vicepresidencia de Citgo.
Después de que el presidente Nicolás Maduro realizara una propuesta mediante un comunicado, el 19 de junio de 2018 la Asamblea Nacional Constituyente designó a Calixto Ortega como presidente del Banco Central de Venezuela (BCV) para sustituir a Ramón Lobo, a pesar de que la constitución de Venezuela y la Ley del Banco Central establece que la ratificación del presidente del Banco Central debe ser aprobada por la Asamblea Nacional (en ese entonces de mayoría opositora) después de haber sido escogido por el presidente.